# Dinastija Džov
Dinastija Džov (kitajsko: 周; pinjin: Zhōu, starokitajsko *tiw)  je bila kitajska vladarska dinastija, ki je sledila dinastiji Šang in vladala od 1046 pr. n. št. do 256 pr. n. št. S 789 leti vladanja je bila najdlje vladajoča dinastija v kitajski zgodovini. Vojaški nadzor nad starodavno Kitajsko s strani kraljeve hiše Ji je trajal od leta 1046 do 771 pr. n. št. v obdobju, znanem kot Zahodni Džov. Politična vplivna sfera, ki jo je ustvarila, se je v obdobju Vzhodnega Džova nadaljevala še nadaljnjih 500 let. Dinastija Džov naj bi bila ustanovljena leta 1046 ali 1045 pr. n. št.
Med vladavino dinastije Džov se je centralizirana oblast dinastije zmanjševala od tako imenovanega spomladanskega in jesenskega obdobja kitajske zgodovine (770 pr. n. št. - 481 pr. n. št.) do obdobja vojskujočih se držav v zadnjih dveh stoletjih dinastije. V zadnjem obdobju je imel dvor Džova le malo nadzora nad svojimi konstitutivnimi državami, ki so se med seboj vojskovale, dokler se ni leta 221 pr. n. št. na oblasti utrdila dinastija Čin. Dinastija Džov je propadla že 35 let prej, vendar je bila uradno še vedno na oblasti. 
Na to obdobje kitajske zgodovine mnogi poznavalci gledajo kot na obdobje, v katerem se je na Kitajskem do vrhunca razvila umetnost obdelave brona, začela pa se je tudi obdelava železa. Zadnje obdobje dinastije Džov je znano tudi po začetkih treh velikih kitajskih filozofij: konfucijanstva, taoizma in legalizma. Dinastija Džov zajema tudi obdobje, v katerem se je iz orakeljske in bronastodobne pisave razvila pečatna pisava. Slednja se je s pomočjo arhaične klerikalne pisave, ki se je pojavila v poznem obdobju vojskujočih se držav, razvila v skoraj sodobno pisavo. 

## Zgodovina

### Ustanovitev

#### Tradicionalni mit
Po kitajski mitologiji se je rodbina Džov začela, ko je Džjang Juan, soproga legendarnega cesarja Kuja, čudežno spočela otroka Čija, "Zapuščenega", potem ko je stopila v odtis stopala božanskega Šangdija.  Či je postal heroj, ki ga je mati trikrat zapustila, zaslužen za bistveno izboljšanje kmetijstva. Cesar Šun mu je za zasluge podelil mesto Taj, priimek Dži (priimek prednikov dinastije Džov) in naslov Hovdži - "Gospodar prosa". Častili so ga celo kot boga žetve. Naslov Hovdži je verjetno ostal deden.
Čijev/Hovdžijev sin Budžu naj bi v starosti opustil svoj položaj zemljiškega gospoda (kitajsko 農師, pinjin nóngshī). Bodisi on bodisi njegov sin Džu sta živela kot so živeli nomadski Širongi in Rongdiji. Džujev sin Lju je z obnovitvijo kmetijstva in naselitvijo v kraju, imenovanem Bin, svoje ljudstvo pripeljal do blaginje. Njegovi potomci so v mestu vladali več generacij. Taj je pozneje svoj klan odpeljal iz Bina v Džov v dolini reke Vej v sedanjem Čišanu. 
Tej je zapustil sinove Tajboja, Džongjonga in Dži Džilija. Za naslednika je izbral najmlajšega sina Dži Džilija, ki je bil sam po sebi bojevnik. Kot vazal kraljev Šanga Vu Jija in Ven Dinga je šel Džili podjarmit več plemen Širongov, preden so ga vojaki Šanga izdajalsko ubili. Tajbo in Džongjong naj bi že pobegnila v delto Jangceja, kjer sta med tamkajšnjimi plemeni ustanovila državo Vu. Džilijev sin Ven je podkupil stražarje in pobegnil iz ječe in preselil prestolnico v Fenghao znotraj današnjega Šjana. Okoli leta 1046 pr. n. št. sta Venov sin Vu in njegov zaveznik Džjang Dzija z vojsko 45.000 mož in 300 vozov vdrla čez Rumeno reko in v bitki pri Mujeju premagala kralja Džova iz dinastije Šang, kar je označilo začetek dinastije Džov.

### Kultura
Zdi se, da so v dinastiji Džov govorili jezik, ki se v besedišču in skladnji v bistvu ni razlikoval od jezika v dinastiji Šang. V Džovu so v veliki meri posnemali kulturo Šanga, morda zato, da bi legitimizirali svojo vladavino, in postali nasledniki kulture Šang. Istočasno je bil Džov morda povezan tudi s Širongi, kulturno skupino zahodno od Šanga. Kitajski filozof Mencij (372–289 pr. n. št.) je na primer priznal, da je imel kralj Ven iz Džova prednike iz vrst Širongov, saj so potomci kralja Vena trdili, da izvirajo iz legendarnega kulturnega junaka Hou Džija, ki je bil morda povezan s Širongi prek svoje matere Džjang Juan. Kulturni artefakti Zahodnega Ronga so se našli skupaj z bronastimi artefakti Zahodnega Džova, kar kaže na njihove vzajemne vplive.

### Zahodni Džov
Kralj Vu je obdržal staro prestolnico Feng za ceremonialne namene in na nasprotnem bregu reke Feng zgradil novo mesto Hao s svojo palačo in zgradbami državne uprave. Vu je po prezgodnji smrti nasledil mlad in neizkušen dedič, ki mu je pri utrjevanju oblasti pomagal stric in regent, vojvoda Džov. Knezi iz vzhodnega nižavja so se zaradi naraščajoče regentove moči uprli. Regent je njihov upor zadušil in razširil kraljestvo proti vzhodu. Da bi ohranil oblast na zelo razširjenem ozemlju, je Džov vzpostavil sistem fengdžjan.  Krizi legitimnosti se je zoperstavil tako, da je uvedel doktrino nebeškega mandata in upošteval vse pomembne obrede Šanga v Vangčengu in Čengdžuju.
V decentraliziranem sistemu oblasti so odnosi postopoma postali napeti, saj so se družinski odnosi med kralji Džova in regionalnimi dinastijami skozi generacije zrahljali. Na perifernih ozemljih sta se razvila lokalna oblast in prestiž, enakovredna Džovu.  Ko je kralj Jov degradiral in izgnal svojo kraljico Džjang v korist priležnice Bao Si, se je osramočeni kraljičin oče markiz Šen pridružil Dzengu in barbarom Kvaronga in skupaj z njimi leta 771 pr. n. št. izropal Hao. Po kraljevi smrti se je v Šenu zbrala koalicija plemičev in za kralja razglasila markizovega vnuka Pinga. Prestolnica se je preselila na vzhod v Vangčeng, kar je pomenilo konec Zahodnega Džova in začetek dinastije Vzhodni Džov (东周, Dōng Zhōu).

### Vzhodni Džov
Za Vzhodni Džov je bilo značilno pospešeno propadanje kraljeve oblasti, čeprav je kraljev obredni pomen trajal še več kot pet stoletij. Konfucijanska kronika zgodnjih let tega procesa je pripeljala do njegovega imena "obdobje pomladi in jeseni". Delitev Džova sredi 5. stoletja pr. n. št. je sprožila drugo fazo, imenovano "obdobje vojskujočih se držav". Leta 403 pr. n. št. je dvor dinastije Džov priznal Han, Džao in Vej za popolnoma neodvisne države. Vojvoda Huj iz Veja je bil leta 344 pr. n. št. prvi, ki je zase zahteval naziv kralja (kitajsko 王). Njemu so sledili drugi vladarji in se razglasili za neodvisne. Dinastija Džov je bila v večini konfliktov, ki so sledili, nepomemben igralec. 
Za zadnjega kralja dinastije Džov se tradicionalno šteje Nan, ki je bil ubit, ko je Čin leta 256 pr. n. št. zavzel prestolnico Vangčeng. Za njegovega naslednika je bil razglašen "kralj Huj", ji je bil odstavljen leta 249 pr. n. št. Združevanje Kitajske pod dinastijo Čin je bilo zaključeno leta 221 pr. n. št. s priključitvijo Čija pod cesarjem Čin Ši Huangom. 
Vzhodni Džov se na drugi strani spominja kot zlata doba kitajske filozofije. V cesarstvu je cvetelo Sto šol mišljenja pod pokroviteljstvom potujočih učenjakov ši, ki so se zgledovale po vodilni akademiji Džišja. Devet mišljenjskih šol, ki so prevladale nad drugimi, je bilo konfucijanstvo, kot so ga razlagali Mencij in drugi, legalizem, taoizem, mohizem, utopični komunalni agrikulturalizem, dve vrsti diplomatskih šol, sofistični logiki, Sun-dzujevi militaristi in naturalisti. V kasnejših dinastijah so cesarsko pokroviteljstvo prejele samo prve tri doktrine, vendar so na kitajsko družbo, na včasih nenavaden način, vplivale tudi vse druge. Mohisti, na primer, ki so zagovarjali meritokracijo, niso bili sprejeti na splošno, sprejeti pa so bili v segmentu obrambe države. Veliko kasneje so bili njihovi argumenti proti nepotizmu uporabljeni v vzpostavitvi cesarskega izpitnega sistema.

## Kultura in družba
Srce Džova je bila dolina reke Vej, ki je tudi po padcu Zahodnega Džova ostala središče njihove blasti.

### Nebeški mandat in utemeljitev oblasti
Vladarji Džova so uvedli koncept nebeškega mandata, ki je postal ena od najtrajnejših političnih doktrin vzhodne Azije. Vladarji so začeli trditi, da njihova moralna premoč upravičuje prevzem bogastva in ozemelj Šanga, in da jim je nebo naložilo moralni mandat, da zamenjajo Šang in ljudem vrnejo dobro vlado.
Nebeški mandat je bil predstavljen kot verski dogovor med ljudstvom Džova in njihovim vrhovnim bogom v nebesih. Džovi so se strinjali s tem, da bi se morale posvetne zadeve uskladiti s tistimi v nebesih, zato so nebesa podelila legitimno oblast le eni osebi, vladarju Džova. V zameno je bil vladar dolžan podpirati nebeška načela harmonije in časti. Vsak vladar, ki ne bi izpolnil te dolžnosti in dovolil, da se v zemeljske zadeve prikrade nestabilnost, ali ki bi pustil svoje ljudstvo trpeti, bi izgubil mandat. V sistem je bila vtkana pravica duhovne oblasti, da umakne podporo vsakemu svojeglavemu vladarju in poišče drugega, bolj vrednega.
Vladarji Džova so z uvedbo tega načela morali priznati, da zaradi nepravilnih praks lahko izgubijo nebeški mandat. To previdnost je jasno nakazala Knjiga ód, napisana v obdobju dinastije Džov.
Kralji Džova so trdili, da so nebesa naklonjena njihovemu zmagoslavju, ker so bili zadnji kralji Šanga zlobni možje, katerih politika je ljudem prinesla bolečino zaradi zapravljivosti in podkupljivosti. V dinastiji Džov je nebeški mandat postal politično orodje. 
Ena od dolžnosti in privilegijev kralja je bila izdelava kraljevega koledarja. Ta uradni dokument je določal čas za izvajanje kmetijskih dejavnosti in praznovanj. Nepričakovani dogodki, kot so Sončevi mrki in naravne nesreče, so mandat vladajoče hiše postavili pod vprašaj. Ker so vladarji trdili, da njihova oblast izvira iz nebes, so si Džovi zelo prizadevali pridobiti natančno znanje o zvezdah in izpopolniti astronomski sistem, na katerem je bil zasnovan koledar.
Legitimnost Džova je posredno izhajala tudi iz materialne kulture Šanga z uporabo bronastih obrednih posod, kipov, okraskov in orožja. Nadaljevanje obsežne proizvodnje ceremonialnih bronastih posod je zahtevalo visoke davke. Livarje iz Šanga so včasih prisilno pripeljali v Džov, da bi izdelovali bronaste obredne predmete, ki so jih nato prodali ali razdelili kot simbole legitimnosti Džova.

### Fevdalizem
Zahodni pisci pogosto opisujejo obdobje dinastije Džov kot fevdalno, ker so sistem fengdžjan (封建) primerjali s sistemom v srednjeveški Evropi. 
Med decentraliziranima sistemoma je bilo veliko podobnosti. Dinastija Džov je osvojena ozemlja razdelila na dedne fevde (諸侯, zhūhóu), ki so sčasoma postali močni. Kar se dedovanja tiče, je dinastija Džov kot zakonito priznavala samo prvorojenost po očetovi liniji. Po Tau je imel sistem dedovanja tsung-fa naslednje značilnosti: patrilinearno poreklo, patrilinearno nasledstvo, patriarhat, sib-eksogamijo in primogenituro.
Glavno linijo rodbine in politične moči je vedno tvoril najstarejši sin iz vsake generacije. Njegovi mlajši bratje so ustvarili nove dedne linije z manj oblasti. Enak sistem so kasneje uvedli tudi v Koreji.

### Kmetijstvo
Kmetijstvo v dinastiji Džov je bilo zelo intenzivno in ga je v mnogih primerih usmerjala vlada. Vsa kmetijska zemljišča so bila v lasti plemičev, ki so nato svojo zemljo dajali v fevd svojim podložnikom, podobno kot v evropskemu fevdalizmu. V sistemu vodnjaka, na primer, je bilo zemljišče razdeljeno na devet kvadratov. Zunanjih osem kvadratov je vsaka zase obdelovala kmečka družina, srednji kvadrat pa vseh osem družin za zemljiškega gospoda ali vlado. Viške pridelkov je skladiščila vlada za obdobja slabih letin in pomanjkanja. 
Med pomembne obrti je spadalo ulivanje brona, ki je bilo sestavni del izdelave orožja in kmetijskega orodja. Tudi v teh panogah je prevladovalo plemstvo. 
Med vladavino dinastije Džov so se začeli prvi kitajski projekti vodnega inženirstva, predvsem kot pomoč pri namakanju kmetijskih površin. Kancler Veja Sunšu Ao, ki je služil kralju Čuja Džuangu, je prvi zajezil reko v današnji severni provinci Anhui in ustvaril ogromen rezervoar vode za namakanje. Kasnejši državnik Veja Šimen Bao, ki je služil markizu Venu iz Veja (445–396 pr. n. št.), je bil prvi hidrotehnik na Kitajskem, ki je ustvaril velik sistem namakalnih kanalov. Največji dosežek njegovega veličastnega projekta je bil kanal, ki je sčasoma preusmeril vso vodo reke Džang na točko, višjo od Rumene reke.

### Vojska
Zgodnji Zahodni Džov je vzdrževal močno vojsko, razdeljeno na dve veliki enoti: "šest zahodnih vojsk" in "osem vojsk Čengdžova". Vojske so se borile na severni planoti Les v sodobnem Ningšjaju in na poplavnem območju Rumene reke. Vojaška moč Džova je dosegla vrhunec v 19. letu vladavine kralja Džava, ko je bilo šest vojsk skupaj s kraljem Džavom izbrisanih na pohodu ob reki Han. Zgodnji kralji Džova so bili vrhovni vojaški poveljniki in bili so v nenehnih vojnah z barbari zaradi fevdov, imenovanih guo (slovensko državica ali kneževina). 
Kralj Džao je bil znan po stalnih akcijah na območjih Jangceja. V zadnji akciji je tudi umrl. Pohodi kasnejših kraljev so bili manj učinkoviti. Kralj Li je vodil 14 vojsk proti barbarom na jugu, a ni dosegel nobene zmage. Kralj Šuan se je zaman bojeval z nomadskimi Kvanrongi. Kralja Jouja so ubili Kvanrongi med obleganjem Haodžina. 
Bojni vozovi so se na Kitajskem pojavili že v obdobju dinastije Šang, v večjih bitkah pa so se uporabili šele v dinastiji Džov. Nedavne arheološke najdbe kažejo podobnosti med pokopi konj v dinastijah Šang in Džov ter pokopi med indoevropskimi ljudstvi na zahodu. Med druge mogoče kulturne vplive Indoevropejcev spadajo morda udi slog bojevanja, pokopi s konjskimi glavami in kopiti, umetniški motivi in miti.
Vojska Džova je imela tudi enote "barbarov", na primer iz ljudstva Di. Kralj Huj iz Džova se je poročil s princeso Rdečega Dija v znak hvaležnosti za zasluge njihovih čet. S princeso Dijev se je po prejemu vojaške podpore Dijev poročil tudi kralj Šjang.

### Filozofija
Med vladavino dinastije Džov so se v 6. stoletju pr. n. št. začele razvijati izvirne kitajske filozofije. Največja kitajska filozofa, ki sta najbolj vplivala na poznejše generacije Kitajcev, sta bila Konfucij, ustanovitelj konfucijanstva, in Laodzi, ustanovitelj taoizma. Drugi filozofi, teoretiki in šole mišljenja v tem obdobju so bili Modzi, ustanovitelj mohizma, Mencij, slavni konfucijanec, ki je razširil Konfucijevo dediščino, Šang Jang in Han Fej, odgovorna za razvoj starodavnega kitajskega legalizma (temeljna filozofija dinastije Čin) in Šun Dzi, ki je bil nedvomno središče starokitajskega intelektualnega življenja v svojem času, celo bolj kot ikonične intelektualne osebnosti, kot je bil Mencij.
Državna teologija dinastije Džov je uporabljala koncepte iz dinastije Šang in se večinoma sklicevala na šanškega boga Dija kot na bolj oddaljen in neznan koncept Tjan (nebesa). Džovi so želeli povečati število iskalcev razsvetljenja, mistikov in tistih, ki bi jih zanimalo učenje o takšnih stvareh, da bi svoje ljudi še bolj oddaljili od paradigme iz obdobja Šang in lokalnih tradicij.

#### Li
Obredni sistem li (tradicionalno kitajsko 禮, poenostavljeno kitajsko 礼, pinjin lǐ), uveden v zahodnem obdobju, je kodiral razumevanje manir kot izraza družbene hierarhije, etike in predpisov v zvezi z materialnim življenjem. Ustrezne družbene prakse so postale idealizirane znotraj konfucijanske ideologije. 
Sistem je bil kanoniziran v Knjigi obredov, Džovliju (Obredi Džova) in Jiliju (Knjiga bontona in obredov) iz dinastije Han (206 pr. n. št.–220 n. š.), s čimer je postal srce kitajske imperialne ideologije. Sistem je bil sprva spoštovan korpus konkretnih predpisov, v razdrobljenem obdobju Zahodnega Džova pa se je usmeril v moralizacijo in formalizacijo v zvezi s: 
- petimi stopnjami kitajskega plemstva,
- templji prednikov (velikost, zakonito število paviljonov) in
- ceremonialnimi predpisi (število obrednih posod, glasbil, oseb v plesni skupini).

## Kralji
Vladarji dinastije Džov so se naslavljali z vang (王), kar se prevaja kot  "kralj". Enako so se naslavljali tudi v dinastiji Šang.  Neposredni predniki kralja Vuja - Danfu, Džili in Ven – so se naslavljali tudi s "kralj Džova", čeprav so bili uradno vazali dinastije Šang. 
Opomba: Datumi v kitajski zgodovini pred prvim letom regentstva Gongheja leta 841 pr. n. št. so sporni in se razlikujejo glede na vir. V naslednji preglednici so datumi, ki sta jih objavila Xia–Shang–Zhou Chronology Project in Absolutna kronologija dinastije Zahodni Džov Edwarda L. Shaughnessyja.
| Osebno ime                                     | Osebno ime | Posmrtno ime  | Posmrtno ime          | Vladanje                                       |
| ---------------------------------------------- | ---------- | ------------- | --------------------- | ---------------------------------------------- |
| 發                                             | Fa         | 周武王        | Vu, kralj Džova       | 1046–1043 pr. n. št. 1045–1043 pr. n. št.      |
| 誦                                             | Song       | 周成王        | Čeng, kralj Džova     | 1042–1021 pr. n. št. 1042/1035–1006 pr. n. št. |
| 釗                                             | Džao       | 周康王        | Kang, kralj Džova     | 1020–996 pr. n. št. 1005/1003–978 pr. n. št.   |
| 瑕                                             | Šja        | 周昭王        | Džao, kralj Džova     | 995–977 pr. n. št. 977/975–957 pr. n. št.      |
| 滿                                             | Man        | 周穆王        | Mu, kralj Džova       | 976–922 pr. n. št. 956–918 pr. n. št.          |
| 繄扈                                           | Jihu       | 周共王/周龔王 | Gong, kralj Džova     | 922–900 pr. n. št. 917/915–900 pr. n. št.      |
| 囏                                             | Džjan      | 周懿王        | Ji, kralj Džova       | 899–892 pr. n. št. 899/897–873 pr. n. št.      |
| 辟方                                           | Pifang     | 周孝王        | Šjao, kralj Džova     | 891–886 pr. n. št. 872?–866 pr. n. št.         |
| 燮                                             | Šjee       | 周夷王        | Ji, kralj Džova       | 885–878 pr. n. št. 865–858 pr. n. št.          |
| 胡                                             | Hu         | 周厲王/周剌王 | Li, kralj Džova       | 877–841 pr. n. št. 857/853–842/828 pr. n. št.  |
|                                                |            | 共和          | Gonghejevo regentstvo | 841–828 pr. n. št.                             |
| 靜                                             | Džing      | 周宣王        | Šuan, kralj Džova     | 827–782 pr. n. št.                             |
| 宮湦                                           | Gongšeng   | 周幽王        | Jou, kralj Džova      | 781–771 pr. n. št.                             |
| Konec Zahodnega Džova / Začetek Vzodnega Džova |            |               |                       |                                                |
| 宜臼                                           | Jidžju     | 周平王        | Ping, kralj Džova     | 770–720 pr. n. št.                             |
| 林                                             | Lin        | 周桓王        | Huan, kralj Džova     | 719–697 pr. n. št.                             |
| 佗                                             | Tuo        | 周莊王        | Džuang, kralj Džova   | 696–682 pr. n. št.                             |
| 胡齊                                           | Huči       | 周僖王        | Ši, kralj Džova       | 681–677 pr. n. št.                             |
| 閬                                             | Lang       | 周惠王        | Hui, kralj Džova      | 676–652 pr. n. št.                             |
| 鄭                                             | Dženg      | 周襄王        | Šjang, kralj Džova    | 651–619 pr. n. št.                             |
| 壬臣                                           | Renčen     | 周頃王        | Čing, kralj Džova     | 618–613 pr. n. št.                             |
| 班                                             | Ban        | 周匡王        | Kuang, kralj Džova    | 612–607 pr. n. št.                             |
| 瑜                                             | Ju         | 周定王        | Ding, kralj Džova     | 606–586 pr. n. št.                             |
| 夷                                             | Ji         | 周簡王        | Džjan, kralj Džova    | 585–572 pr. n. št.                             |
| 洩心                                           | Šješin     | 周靈王        | Ling, kralj Džova     | 571–545 pr. n. št.                             |
| 貴                                             | Gui        | 周景王        | Džing, kralj Džova    | 544–521 pr. n. št.                             |
| 猛                                             | Meng       | 周悼王        | Dao, kralj Džova      | 520 pr. n. št.                                 |
| 丐                                             | Gai        | 周敬王        | Džing, kralj Džova    | 519–476 pr. n. št.                             |
| 仁                                             | Ren        | 周元王        | Juan, kralj Džova     | 475–469 pr. n. št.                             |
| 介                                             | Jie        | 周貞定王      | Džending, kralj Džova | 468–442 pr. n. št.                             |
| 去疾                                           | Čudži      | 周哀王        | Aj, kralj Džova       | 441 pr. n. št.                                 |
| 叔                                             | Šu         | 周思王        | Si, kralj Džova       | 441 pr. n. št.                                 |
| 嵬                                             | Vej        | 周考王        | Kao, kralj Džova      | 440–426 pr. n. št.                             |
| 午                                             | Vu         | 周威烈王      | Vejlje, kralj Džova   | 425–402 pr. n. št.                             |
| 驕                                             | Džjao      | 周安王        | An, kralj Džova       | 401–376 pr. n. št.                             |
| 喜                                             | Ši         | 周烈王        | Lje, kralj Džova      | 375–369 pr. n. št.                             |
| 扁                                             | Bjan       | 周顯王        | Šjan, kralj Džova     | 368–321 pr. n. št.                             |
| 定                                             | Ding       | 周慎靚王      | Šendžing, kralj Džova | 320–315 pr. n. št.                             |
| 延                                             | Jan        | 周赧王        | Nan, kralj Džova      | 314–256 pr. n. št.                             |

Ko je prestolnico Čengdžov leta 256 pr. n. št. osvojila vojska dinastije Čin, so plemiči iz družine Dži za naslednika kralja Nana razglasili vojvodo Huija iz Vzhodnega Džova. Dži Džao, sin kralja Nana, je pet let vodil odpor proti Činu. Vojvodstvo je padlo leta 249 pr. n. št. Preostala družina Dži je vladala v Janu in Veju do leta 209 pr. n. št. 
V obdobju pomladi in jeseni so imeli kralji Džova malo moči. Veliko odgovornost in dejansko politično moč so imeli vladarji manjših domen in voditelji lokalnih skupnosti.

## Astrologija
V tradicionalni kitajski astrologiji Džov predstavljata zvezdi eta Kozoroga (週一; Zhōu yī; 'prva zvezda Džova') in 21 Kozoroga (週二; Zhōu èr; 'druga zvezda Džova') ter zvezda beta Kače.